# Hoplosaenidea scutellata
Hoplosaenidea scutellata es una especie de insecto coleóptero de la familia Chrysomelidae.
Fue descrita científicamente en 2003 por Reid.